# Швецов, Фотий Ильич
Фотий Ильич Швецов (28 августа 1805, Черноисточинск, Свердловская область — 23 апреля [5 мая] 1855, Томск) — российский горный инженер, управляющий Тагильского металлургического завода, член Санкт-Петербургского Императорского минералогического общества.

## Биография
Фотий Ильич Швецов родился 28 августа 1805 года в семье крепостного служащего Черноисточинского завода Ильи Григорьевича Масленникова и его жены Анна Семёновны.
Семья Масленниковых-Швецовых происходит из крепостных Никиты Акинфиевича Демидова, переведённых в середине XVIII века в Нижнетагильский завод из деревни Кудеяровы Царевосанчурского уезда Казанской губернии. Фамилия «Швецовы» закрепилась за этой семьёй лишь к середине XIX века.
Отец Фотия за неизвестную провинность был отстранён от должности, из-за чего семья Швецовых жила в бедности.
С юности Фотий проявлял способности к геологии. Он окончил Выйское училище в Нижнем Тагиле в 1821 году и Парижскую высшую горную школу в 1824 году. Для продолжения образования был направлен Демидовыми на обучение во Францию. В 1827—1828 годах по благословению князя Н. Н. Демидова стажировался на металлургическом производстве в Англии, Германии и Нидерландах, а также в Бельгии на заводе по производству паровых машин. По возвращении в Россию он сразу же подаёт прошение на имя Н. Н. Демидова об освобождении от крепостной кабалы. Князь отказал ему в этом, он писал следующее:
Швецов учился славной получил аттестат в Парижской горной школе, что не безделица… Он воображает, что в Москве его экзаменуют и через оное он получит отпускную. Пусть себя льстит тщетной надеждой. Я не настолько глуп, чтобы, употребив 25 тысяч на его воспитание и вояж, ему оным поклониться.
На управляющих Петербургской конторой Фотий Швецов произвёл хорошее впечатление, в феврале 1828 года они докладывали хозяину: «Воспитанник Швецов, по мнению конторы, время и кошт употребил недаром. Он обладает ясными знаниями. Особенно как химик, он блестяще сдал свои экзамены. В суждениях он кажется старше своих 23 лет. К наукам имеет большую приверженность, а по заводам может быть весьма полезен».

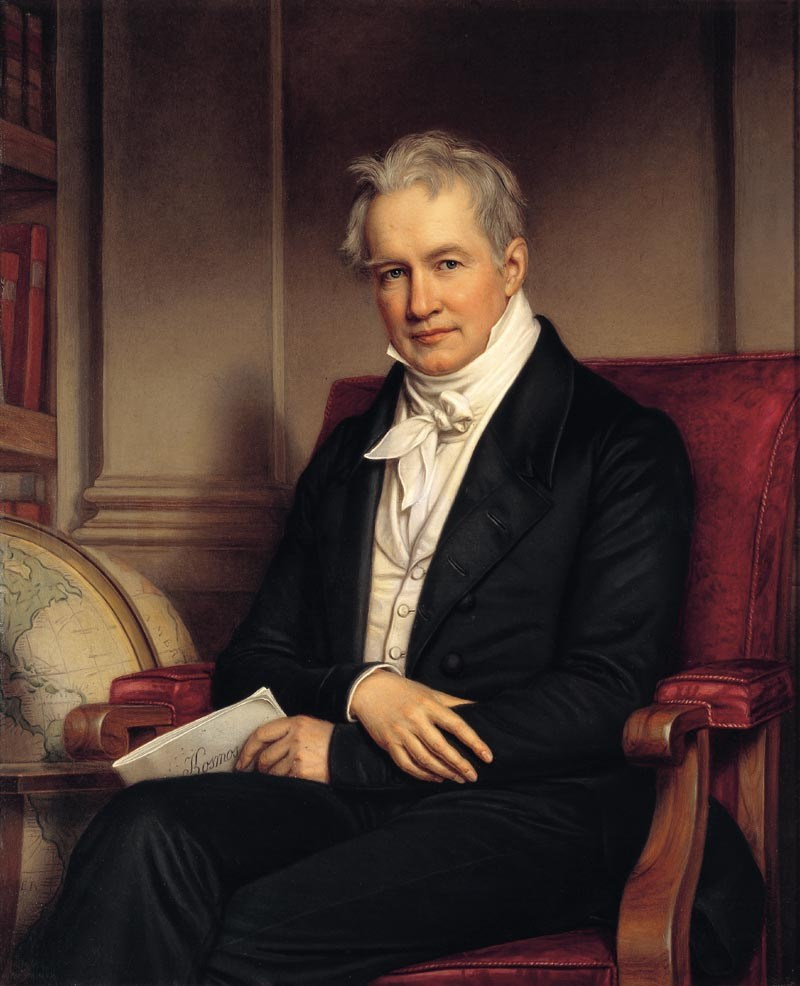
Александр фон Гумбольдт

С 1828 года на Нижне-Тагильских заводах занимался разработкой технологии производства железа по английскому образцу, проводил химические опыты с металлами и рудами, открыл месторождение жильного золота и хромистого железа. В 1829 году принял участие в экспедиции Александра фон Гумбольдта. Фотий Швецов произвёл впечатление на А. Гумбольдта, который испытывал к молодому учёному симпатию и уважение. По его личной просьбе Демидовы в 1830 году согласились дать Швецову вольную. Через два года освобождение от крепостной повинности смог получить и его отец со всей семьёй.
Богатейший Меднорудянский рудник в результате ошибочных и неправильных методов эксплуатации в начале 1830-х годов находился в тяжелом положении: шахты затапливало водой, рушились крепления, добыча руды сократилась вдвое. В мае 1830 года Фотия Швецова назначили управляющим Меднорудянского рудника, где он принял кардинальные меры для изменения всей системы работы рудника: исправил и организовал эксплуатацию рудника, установил паровые машины для откачки воды, применил обогащение бедных руд и подрудков, ввёл химический анализ определения состава руд и открыл месторождение малахита, в частности глыбу весом 260 т.
Фотий Швецов на своей должности старался улучшить производство железа и стали: осваивал пудлингование, выплавку литой стали, экспериментировал с закалкой чугуна. Швецов приступил к практической разработке способов улавливания и использования тепла отходящих газов кричных, доменных, медеплавильных печей для отопления котлов паровых машин, для нагревания железа, меди, стали для дальнейшей прокатки и проковки. Это были первые в России подобные опыты, в результате которых получалась огромная экономия ресурсов для производства. Также Швецов во многом содействовал тагильским механикам Черепановым в создании новых паровых машин, добивался разрешения на строительство чугунной дороги и Первого российского паровоза.
С 1830-х годов Швецов преподавал в Выйском заводском училище. Известно, что он постоянно присутствовал на экзаменах, добивался отправки учеников за границу для обучения.

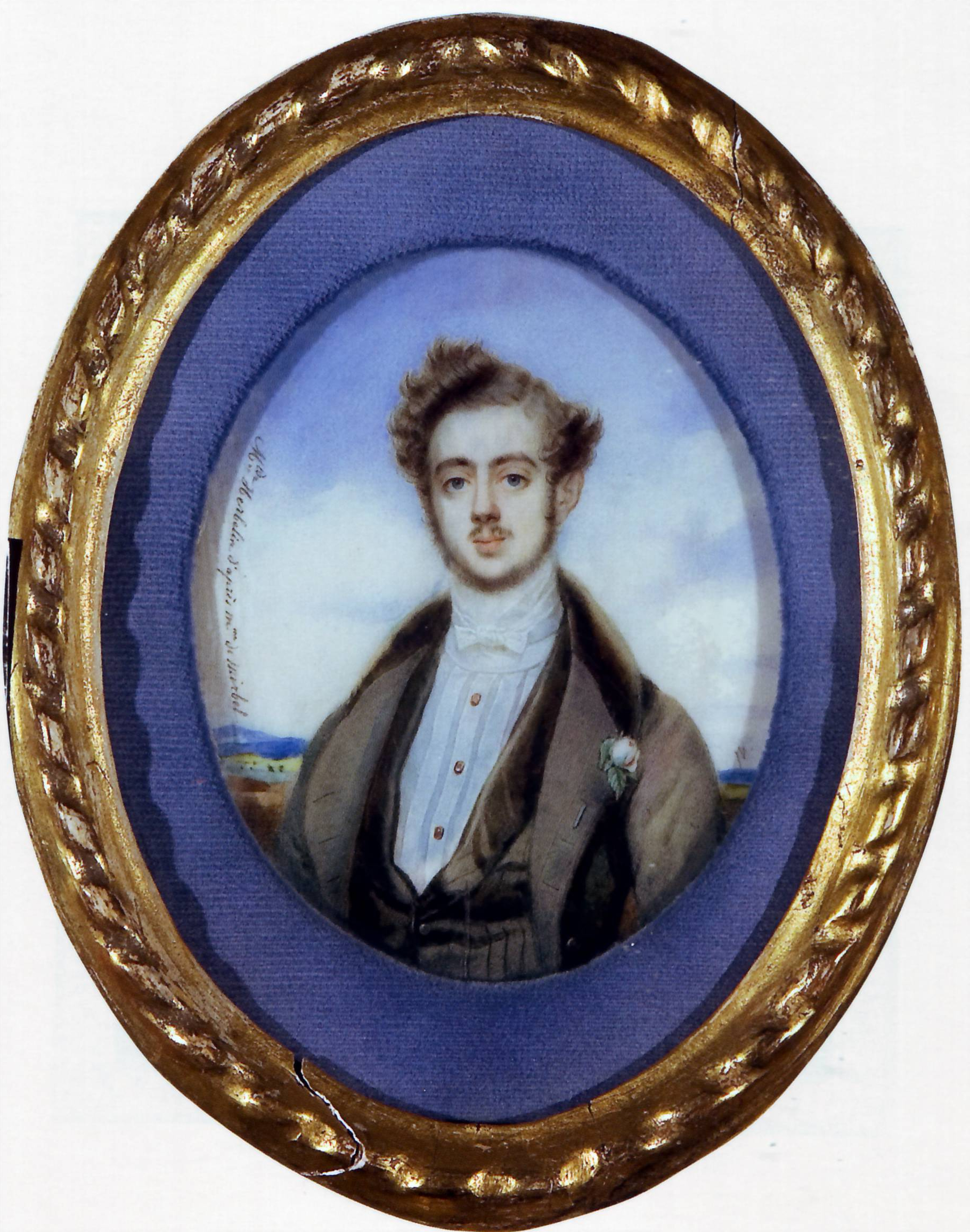
Анатолий Демидов

В 1834 году был членом Нижне-Тагильской заводской конторы. С 1839 года работал управляющим Нижне-Тагильских заводов по технической части, когда новым штатным расписанием были введены должности директора Нижнетагильских заводов (им стал П. Д. Данилов) и при нём двух управляющих: по экономической части — Д. В. Белов, по технической — Ф. И. Швецов. Эта должность дала Швецову много новых возможностей. В начале 1840-х годов он внёс предложение о строительстве на Нижнетагильских заводах рельсопрокатного производства. Опыты по изготовлению рельсов прошли успешно. Князь Анатолий Николаевич Демидов лично поздравил и поблагодарил Швецова. Уже через год Швецов предложил наладить выпуск паровозов. На это предложение А. Н. Демидов ответил: «…не пришло ещё время думать о приготовлении паровозов для российских железных дорог». Почти одновременно Фотий Ильич, Черепановы и другие энтузиасты разработали проекты пароходов и барж для перевозки заводской продукции по Каме и Волге от Перми до Нижнего Новгорода и обратно. Этот проект тоже не был осуществлён, однако было построено небольшое паровое судно, которое ходило по Тагильскому пруду. Об этом сделал запись в своём дневнике английский геолог И. Р. Мурчисон, побывавший в Нижнем Тагиле летом 1841 года. Помимо практической деятельности, Фотий Ильич продолжает научные исследования по геогнозии, петрографии и минералогии. За эти научные труды его посвящают в члены Петербургского минералогического общества.
В конце 1840-х годов уральские заводы значительно отставали от западноевропейских конкурентов и нуждались в реформах. В эти годы на службу к Демидовым поступает дворянин А. И. Кожуховский, который предложил свою программу преодоления кризиса, которая предполагала использование иностранной техники и специалистов. А. Н. Демидов понял, что политика Кожуховского во многом противоречит тому, как велись дела на Нижнетагильских заводах, в частности князю было известно отношение к этому проекту Швецова. Прямого распоряжения уволить Швецова от должности князь не давал, но вопрос о возможной его отставке обсуждался серьёзно.
Первоначально отношения Кожуховского и Швецова были довольно хорошими. По неизвестной причине в ноябре 1847 года Фотий Ильич добровольно подал заявление об уходе с поста управляющего по технической части, но он не собирался покидать заводы Нижне-Тагильские заводы и согласился выполнять иные обязанности. Кожуховский писал ему: «Удовлетворяя Вашу просьбу, я освободил Вас от управления по технической части. Но отдавая справедливость Вашим отличным способностям и познаниям в горнозаводском деле и готовность Вашу достойно служить владельцам, я назначил Вас при Центральном Управлении по направлению всей технической части». Новые порядки Кожуховского вели к ухудшению положения рабочих людей, начались преследования старообрядцев, притеснение заводских специалистов. На главноуполномоченного по делам и имениям Демидовых в Петербург стали поступать жалобы — «пошли ходоки». Швецов, будучи широко образованным служащим, в мельчайших подробностях знающий всю техническую часть, прекрасно понимал последствия реформ Кожуховского, который не мог основательно и глубоко знать специфику местного производства, из-за чего Фотий пошёл с ним на открытый конфликт. Он дал нелестную оценку деятельности Кожуховского, отказался выполнять его распоряжения и пообещал, что сумеет доказать заводовладельцам ошибочность и вред его действий для заводского производства. Вместе с отстранённым от должности бывшим директором заводов П. Д. Даниловым Фотий Швецов намерен был выехать за границу к А. Н. Демидову. Главноуполномоченный Кожуховский дабы воспрепятствовать поездке, подал главе третьего отделения, графу А. Ф. Орлову записку о том, что служащие состоят должниками, а Швецова охарактеризовал как неблагонадежного человека. Помимо этого летом 1849 года планировался приезд в Нижний Тагил А. К. Демидовой и А. Н. Карамзина, встреча с которыми могла бы изменить судьбу Швецова. Опасаясь этого, Кожуховский сделал всё, чтобы избавиться от непокорного служащего. Начались многочисленные проверки документации и отчётов, в результате которых всплыли ошибки Фотий Швецова. В 1848 году по обвинению в служебных упущениях, вредительстве и политической неблагонадёжности Швецов был уволен с Нижне-Тагильских заводов.
В тяжёлом положении почти без средств к существованию Ф. И. Швецов уезжает в Томск заниматься предпринимательством в Сибири (пароходством, золотыми приисками). Швецов состоял там пайщиком пароходной компании. Но доходов пароходное дело не приносило, на золотых приисках успеха тоже не было. Так описывал в письмах новый управляющий заводами П. Шиленков: «Недавно получено известие, что бывший управляющий заводами Ф. И. Швецов находится в крайне бедном положении, достойном всякого сожаления: больной, не имея ни родных, ни знакомых, лишённый средств для приличного содержания и лечения. Он лежит в бедной крестьянской избе одной деревушки близ Томска». В своём письме в контору Нижнетагильских заводов Фотий Ильич просил принять его имущество в Нижнем Тагиле в заводскую собственность, а деньги выслать ему в Томск. Однако денег от Демидовых он так и не получил, так как все средства пошли на покрытие его долгов. В том же письме П. Шиленков упоминает, что из недвижимого имения в Нижнетагильских заводах Швецову принадлежит только дача, на которую не найдутся покупатели даже за 3000 рублей серебром, и один небольшой домик за Выйским заводом, который стоит не более 300 рублей серебром, движимого же имения оказалось на самую незначительную сумму.
Фотий Ильич Швецов умер 17 апреля 1855 года в Томске после тяжелой и продолжительной болезни.

## Инновации
1840 год — на Нижнетагильском металлургическом заводе усовершенствовал железоделательное и листокатальное производства, расширил применение паровых машин, построил первую в России установку для использования тепловой энергии доменных, кричных и медеплавильных печей и механическую фабрику.
1842 год — разработал метод получения литой стали и провёл успешные опыты по производству рельсов из пудлингового железа.

## Демидовская дача

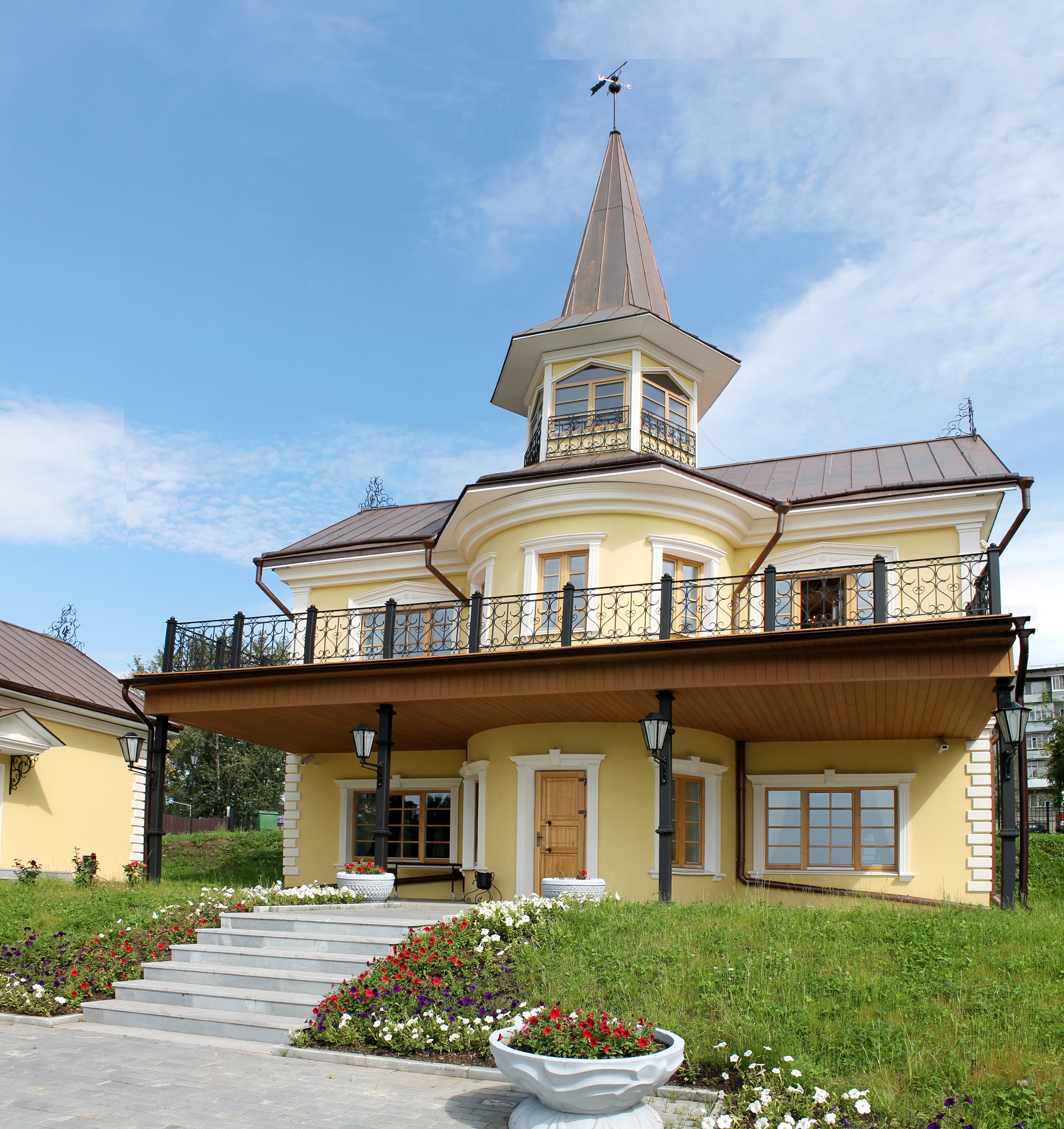
Демидовская дача

На берегу Тагильского пруда, в Нижнем Тагиле находится музей-усадьба, называемая «Демидовская дача», которую предположительно Фотий Швецов строил для себя и сам контролировал строительство. В главном здании находился личный кабинет Ф. Швецова. За год до смерти Фотия Ильича усадьба была передана Демидовым за долги и стала называться Демидовской. Позже одной из владельцев усадьбы была супруга князя А. Н. Демидова Матильда де Монфор — французская принцесса, племянница Наполеона Бонапарта. В 2013 году усадьба была частично отреставрирована, а частично отстроена заново по первоначальному проекту самого Швецова. В главном здании были восстановлены личный кабинет, обеденный зал и остальные помещения горно-заводского управляющего, а также другие помещения, флигели и парк.